# 山形家庭裁判所
山形家庭裁判所（やまがたかていさいばんしょ）は、山形県山形市にある日本の家庭裁判所の一つで、山形県を管轄している。略称は、山形家裁（やまがたかさい）。新庄・米沢・鶴岡・酒田に支部を、赤湯・長井に出張所を置いている。
山形家庭裁判所の本庁・支部は山形地方裁判所の本庁・支部に併設されており、赤湯と長井の各出張所は同地にある簡易裁判所に併設されている。

## 所在地

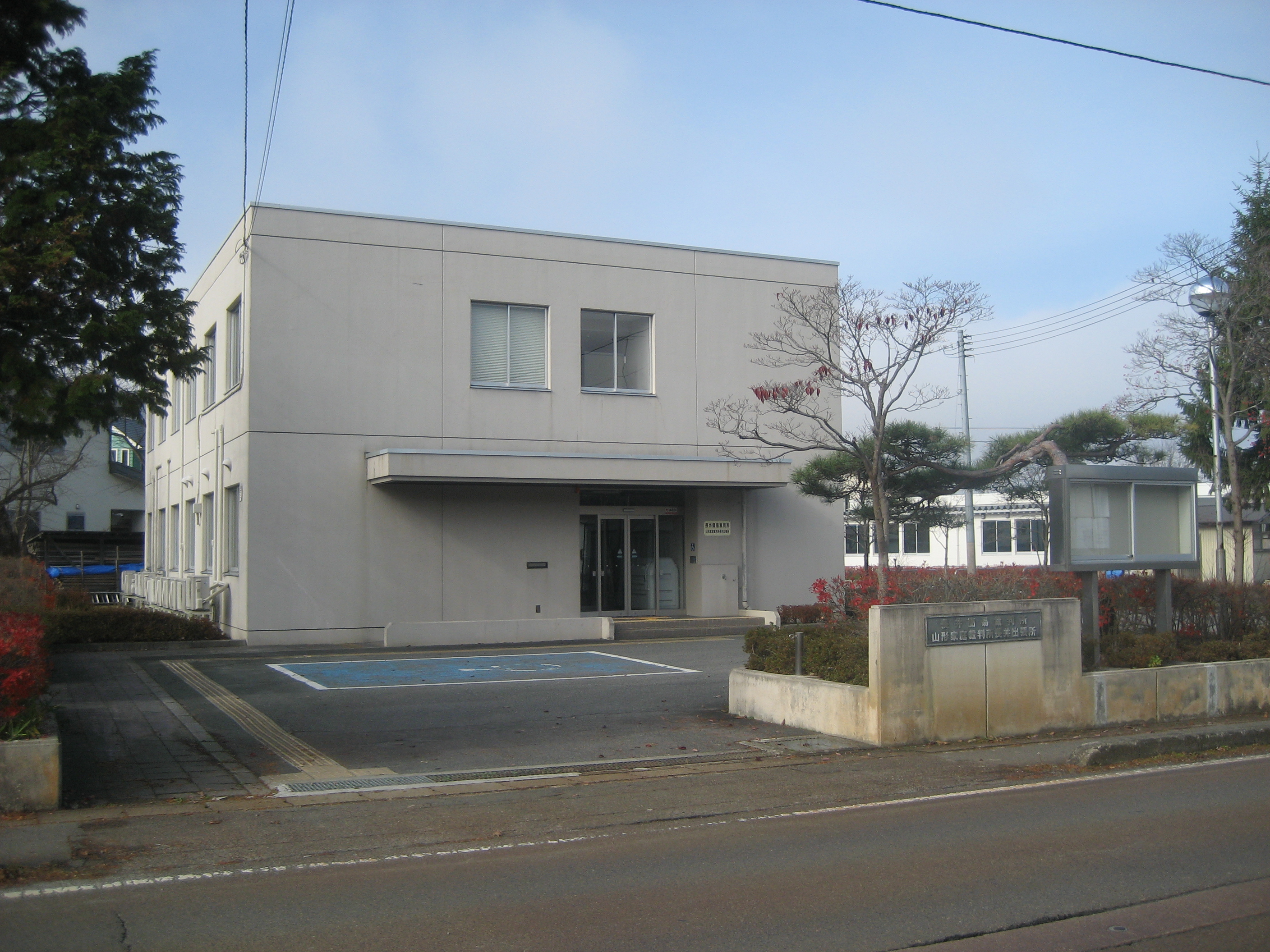
山形家庭裁判所長井出張所

- 本庁：山形県山形市旅篭町2-4-22　北緯38度15分21.6秒 東経140度20分24.4秒 / 北緯38.256000度 東経140.340111度
山形新幹線, JR奥羽線, 仙山線, 左沢線山形駅東口から寒河江方面又は天童方面行きバス乗車，山形市役所前停留所下車 徒歩1分
- 新庄支部：山形県新庄市住吉町4-27　北緯38度46分0.9秒 東経140度18分8.8秒 / 北緯38.766917度 東経140.302444度
山形新幹線, JR奥羽線, 陸羽西線, 陸羽東線新庄駅から泉田経由金山方面行きバス乗車，北本町停留所下車 徒歩1分
- 米沢支部：山形県米沢市中央4-9-15　北緯37度55分3.4秒 東経140度6分26.8秒 / 北緯37.917611度 東経140.107444度
山形新幹線, JR奥羽線, 米坂線米沢駅から市営バス(循環左回り又は万世，市役所線)乗車，中央待合所下車 徒歩7分
- 鶴岡支部：山形県鶴岡市馬場町5-23　北緯38度43分40.5秒 東経139度49分36.4秒 / 北緯38.727917度 東経139.826778度
JR羽越線鶴岡駅から市内循環Aコースバス乗車，鶴岡公園前停留所下車 徒歩1分 または駅から湯野浜温泉又は温海温泉行きバス乗車，市役所前停留所下車 徒歩3分
- 酒田支部：山形県酒田市日吉町1-5-27　北緯38度55分17.1秒 東経139度49分57.5秒 / 北緯38.921417度 東経139.832639度
JR羽越線, 陸羽西線酒田駅から鶴岡又は湯野浜方面行きバス乗車，寿町停留所下車 徒歩3分
- 赤湯出張所:山形県南陽市赤湯316　北緯38度2分49秒 東経140度9分45.6秒 / 北緯38.04694度 東経140.162667度
山形新幹線, JR奥羽線, 山形鉄道フラワー長井線赤湯駅から徒歩20分
- 長井出張所:山形県長井市四ツ谷1-7-20　北緯38度5分54.7秒 東経140度2分14.8秒 / 北緯38.098528度 東経140.037444度
山形鉄道フラワー長井線南長井駅下車，徒歩5分 山形交通バス利用の場合，山形長井線又は荒砥長井線の館町バス停下車 徒歩10分

## 管轄
- 本庁
  - 山形市、寒河江市、上山市、村山市、天童市、東根市、尾花沢市、東村山郡山辺町、中山町、西村山郡河北町、西川町、朝日町、大江町、北村山郡大石田町
- 新庄支部
  - 新庄市、最上郡金山町、最上町、舟形町、真室川町、大蔵村、鮭川村、戸沢村
- 米沢支部
  - 米沢市、東置賜郡川西町、高畠町、南陽市、長井市、西置賜郡小国町、白鷹町、飯豊町
- 鶴岡支部
  - 鶴岡市、東田川郡三川町
- 酒田支部
  - 酒田市、飽海郡遊佐町、東田川郡庄内町

※ただし、行政事件、新庄支部管内の合議事件・少年事件、米沢支部管内の合議事件は本庁で、酒田支部管内の合議事件は鶴岡支部でそれぞれ取り扱う。

## 歴代所長
（任期の後ろは後職）、山形地方裁判所長を兼任
- 高橋省吾（1997年8月 - 1999年4月 東京高等裁判所部総括判事）
- 松浦繁（1999年4月 - 2000年11月 仙台高等裁判所部総括判事）
- 林豊（2000年11月 - 2001年11月 依願退職）
- 佐藤久夫（2001年11月 - 2002年11月 水戸地方裁判所長）
- 佐藤康（2002年11月 - 2004年4月 仙台高等裁判所部総括判事）
- 成田喜達（2004年4月 - 2005年12月 仙台家庭裁判所長）
- 岡村稔（2005年12月 - 2007年3月 前橋家庭裁判所長）
- 滝沢孝臣（2007年3月 - 2009年3月31日　知的財産高等裁判所部総括判事）
- 松田清（2009年4月 - 2011年4月　千葉家庭裁判所長）
- 水野邦夫（2011年4月 - 2013年9月 仙台高等裁判所部総括判事）
- 嶋原文雄（2013年9月 - 2014年10月 仙台高等裁判所部総括判事）